# Miconia amoena
Miconia amoena är en tvåhjärtbladig växtart som beskrevs av José Jéronimo Triana. Miconia amoena ingår i släktet Miconia och familjen Melastomataceae. Inga underarter finns listade i Catalogue of Life.